# N. Csehi Edit
N. Csehi Edit (Sátoraljaújhely, 1967. május 23. –) keramikusművész.
1985-ben végzett a Képző- és Iparművészeti Szakközépiskolában Lőrincz Győző és Kádár Miklós tanítványaként. 1994-ben a Magyar Iparművészeti Főiskola kerámiatanár szakán tanult, tanára Schrammel Imre, majd 1995-ben Mesterképző Intézetének szilikát szakán kapott diplomát. Tanára Nagy Márta. 1996-ban a Bokányi Dezső szakközépiskolában rajz-mintázást tanított. Jelenleg a székesfehérvári Tóparti Gimnázium és Művészeti Szakközépiskolában tanít kerámiaelméletet és gyakorlatot. Műtermében ékszereket és plasztikákat készít egyedi, gyúrt technikával. 1991-től tagja a Fiatal Iparművészek Stúdiója Egyesületének, 1994-től a Magyar Képző- és Iparművészek Szövetségének, 1995-től a Magyar Alkotóművészek Országos Egyesületének.

## Díjak, ösztöndíjak
- 1992 Pécs, XII. Országos Kerámia Biennálé, a Parti Galéria Különdíja
- 1995 Kecskemét, Nemzetközi Kerámia Stúdió, ösztöndíj
- 1996 Budapest, Kozma Lajos Kézműves Iparművészeti Ösztöndíj
- 1997 Kecskemét, Junior Szimpozium
- 1998 Sárospatak, V. Zempléni Nyári Tárlat, Sárospatak város díja
- 1999 Hódmezővásárhely, II. Kerámia Szimpozium

## Fontosabb kiállítások
- 1992, 94, 96, 98 Pécs, Országos Kerámia Biennálé
- 1993 Pécs, Parti Galéria
- 1994 Budapest, Iparművészeti Múzeum, Műhelysarok
- 1995 Budapest, Vigadó Galéria, Az agyag mesterei, MKT kiállítása
- 1995 Padova, Arte Fiera
- 1995 Budapest, Iparművészeti Múzeum, Múzeumalapítás
- 1996 Budapest, Iparművészeti Múzeum, Műhelysarok, Ékszerek
- 1997 Wales, Aberystwysth Arts Centre, A Kecskeméti Kerámia Stúdió kiállítása
- 1997 Budapest, Iparművészeti Múzeum, Kozma Lajos Iparművészeti ösztöndíjasok 1996/97 évi beszámoló kiállítása
- 1997 Budapest, Vigadó Galéria, Nemzetközi Kerámiafesztivál
- 1998 Győr, Városi képtár, Az ékszerművészet virágoskertjében
- 1998 Budapest, Ernst Múzeum, Rejtékek/öltözékbemutató
- 1998 Budapest, Árkád Galéria, Junior Szimpozion
- 1998 Bécs, "FREUNDSCHAFTSSPIEL", Hochschule für angewandte Kunst
- 1998 Sárospatak, V. Zempléni Nyári Tárlat
- 1999 Budapest, Iparművészeti Múzeum, Fél évszázad magyar kerámiaművészete
- 2000 Budapest, FISE Galéria
- 2000 Budapest, Árkád Galéria, II. Vásárhelyi Kerámia Szimpozium kiállítása
- 2000 Kaposvár, Rippl-Rónai Múzeum, Kozma Lajos ösztöndíjasok voltak...
- 2000 Gödöllő, Királyi Kastély Lovarda, Öt Kontinens Kerámiaművészete
- 2002 New York, Pelham Art Center, Innovations in Clay
- 2002 Budapest, Átrium Galéria